# Gillenbeuren
Gillenbeuren ist eine Ortsgemeinde im Landkreis Cochem-Zell in Rheinland-Pfalz. Sie gehört der Verbandsgemeinde Ulmen an.

## Geographie
Die Gemeinde liegt in einem Tal der südlichen Eifel. Zu Gillenbeuren gehören auch die Wohnplätze Berghof und Birkenhof.

## Geschichte
Die erste urkundliche Erwähnung stammt aus dem Jahr 1220. Der Raubritter Johann Lutter von Kobern wurde 1536 bei Gillenbeuren festgenommen und später in Koblenz hingerichtet.
Bis zum Ende des 18. Jahrhunderts gehörte Gillenbeuren landesherrlich zu Kurtrier und war dem Hochgericht Alflen im Amt Cochem zugeordnet. Im Trierer Feuerbuch aus dem Jahr 1563 waren 22 Feuerstellen (Haushalte) in Gillenbeuren(Gelenbeuren) verzeichnet, 1684 waren es nur zehn.
Im Jahr 1794 hatten französische Revolutionstruppen das Linke Rheinufer annektiert, von 1798 bis 1814 gehörte Gillenbeuren zum Kanton Lutzerath im Arrondissement Koblenz des Rhein-Mosel-Departements. Der Munizipalrat (Gillenbeurener Gemeindevertreter in der Mairie Lutzerath) war der Bürger Mertes. Im Ort gab es einen Schullehrer.
Aufgrund der Beschlüsse auf dem Wiener Kongress (1815) wurde die Region dem Königreich Preußen zugeordnet. Unter der preußischen Verwaltung kam die Gemeinde Gillenbeuren 1816 zur Bürgermeisterei Lutzerath im Kreis Cochem, der zum neuen Regierungsbezirk Koblenz sowie von 1822 an zur Rheinprovinz gehörte.
Seit 1946 ist die Gemeinde Gillenbeuren Teil des Landes Rheinland-Pfalz, seit 1969 gehört sie zum Landkreis Cochem-Zell und seit 1970 der Verbandsgemeinde Ulmen an.
1985 wurde Gillenbeuren Kreissieger im Wettbewerb „Unser Dorf soll schöner werden“.
Statistik zur Einwohnerentwicklung
Die Entwicklung der Einwohnerzahl von Gillenbeuren, die Werte von 1871 bis 1987 beruhen auf Volkszählungen:
| Jahr | Einwohner |
| ---- | --------- |
| 1815 | 152       |
| 1835 | 186       |
| 1871 | 185       |
| 1905 | 241       |
| 1939 | 256       |
| 1950 | 280       |

| Jahr | Einwohner |
| ---- | --------- |
| 1961 | 287       |
| 1970 | 314       |
| 1987 | 294       |
| 2005 | 238       |
| 2011 | 246       |
| 2017 | 246       |

## Politik

### Gemeinderat
Der Gemeinderat in Gillenbeuren besteht aus sechs Ratsmitgliedern, die bei der Kommunalwahl am 9. Juni 2024 in einer Mehrheitswahl gewählt wurden, und dem ehrenamtlichen Ortsbürgermeister als Vorsitzendem.

### Bürgermeister
Andreas Rustige wurde am 6. August 2024 Ortsbürgermeister von Gillenbeuren. Da für die Direktwahl am 9. Juni 2024 kein Wahlvorschlag eingereicht wurde, oblag die Neuwahl des Bürgermeisters gemäß rheinland-pfälzischer Gemeindeordnung dem Rat, der sich für Rustige als Ortsbürgermeister entschied.
Rustiges Vorgänger als Ortsbürgermeister waren seit 2014 Paul Haubrichs und zuvor Bernhard Rodenkirch, der das Amt 20 Jahre innehatte.

### Wappen
| Wappen von Gillenbeuren | Blasonierung: „Im Deichselschnittgeteilter Schild: Oben in Grün drei goldene Ähren, vorne in Rot ein goldener, schrägrechter Stufenbalken, begleitet von oben drei, unten zwei goldenen Kreuzchen, hinten in Gold ein rotes, schräglinkes Schwert.“ |
| Wappen von Gillenbeuren | |